# William Robeyns
William Robeyns (Verviers, 23 februari 1996) is een Belgisch-Rwandees basketballer.

## Carrière
Robeyns speelde in de jeugd van RBU Liège, AWBB Academy en Liège Basket. Bij deze laatste maakte hij zijn profdebuut in 2014, hij speelde achttien wedstrijden in de eerste ploeg. Hierna trok hij in 2016 naar Spirou Charleroi waar hij twee seizoenen doorbracht. In 2018 vertrok hij naar Phoenix Brussels, na drie seizoenen in de hoofdstad keert hij terug naar Luik. In 2021/22 speelde hij zestien wedstrijden voor Luik. In de zomer keerde hij terug naar Rwanda en speelde voor APR BC. Hij besloot te blijven in Rwanda en bij APR BC.

### Nationale ploeg
In augustus 2021 maakte hij zijn debuut voor de Rwandese nationale ploeg op het Afrikaanse kampioenschap. In 2023 won hij met de Rwandese ploeg brons op het FIBA AfroCan.

## Erelijst
- Kampioen van de derde klasse: 2017
- FIBA AfroCan:  (2023)